# Roller acrobatique
 (août 2017).
Si vous disposez d'ouvrages ou d'articles de référence ou si vous connaissez des sites web de qualité traitant du thème abordé ici, merci de compléter l'article en donnant les références utiles à sa vérifiabilité et en les liant à la section « Notes et références ».
Le roller acrobatique (ou freestyle skating en anglais), sport combinant de la technique, de la créativité et de l'agilité, constitue une des disciplines de la Fédération française de roller et skateboard (FFRS). Son développement et sa promotion sont assurés par la Commission Nationale de Roller Acrobatique, organe interne de la FFRS. Il regroupe un ensemble de spécialités du roller.

## Disciplines

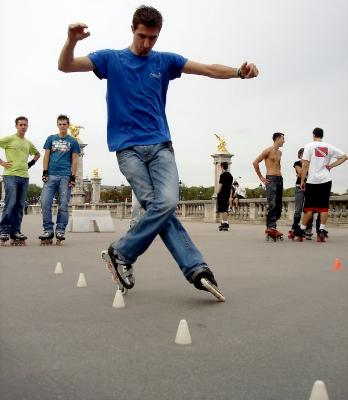
Freestyle : slalomeur en action aux Invalides, à Paris.

### Slalom
Le slalom se pratique à l'aide de cônes, qu'il faut franchir en faisant des figures. Le slalom est lui-même divisé en plusieurs sous-spécialités :
- le speed slalom ou slalom vitesse : le but du speed est de passer un nombre défini de plots le plus rapidement possible. En compétition, il faut slalomer vingt plots, espacés de 80 cm le plus vite possible ;
- le style slalom ou slalom figure : en style, on recherche la variété des figures, la chorégraphie et la technique. Le style slalom se pratique de nos jours sur un terrain plat, avec des rangées de 20 plots espacés de 1,20 m, 80 cm et 50 cm.

### Slalom par équipe
Le slalom par équipe est même chose que le style slalom, mais pratiqué à plusieurs. Il fut très pratiqué en Europe fin des années 1990 et est très développé en Asie et plus particulièrement en Corée.

### Saut
Le saut est une spécialité qui se divise elle-même en trois épreuves. Deux impliquent l'utilisation d'un tremplin droit, la dernière se pratiquant sans celui-ci.
- le high jump : le but est de sauter au-dessus d'une barre que l'on monte au fur et à mesure. Le record du monde est établi à 2,75 m par Hakim Nait-Chalal de Paris sur un tremplin fédéral français de 60 cm, lors de la coupe de France 2004 ;
- le style jump ou saut figure : il faut réaliser un maximum de figures, le plus haut, le plus loin et le plus technique possible. C'est encore Yohan Fort qui tient le record du monde avec un score de 176 points ;
- le free jump ou hauteur pure : même chose que le high jump mais sans tremplin. Le record de France est actuellement établi à 1,61 m par Florian Petitcollin de Dijon. Cette performance a été validée à Niort, le 30 mai 2019 lors des Championnats de France de roller freestyle. Le 11 juillet 2019, Florian Petitcollin battait son propre record aux World Roller Games 2019 en franchissant 1,62 m.

### Roller agressif

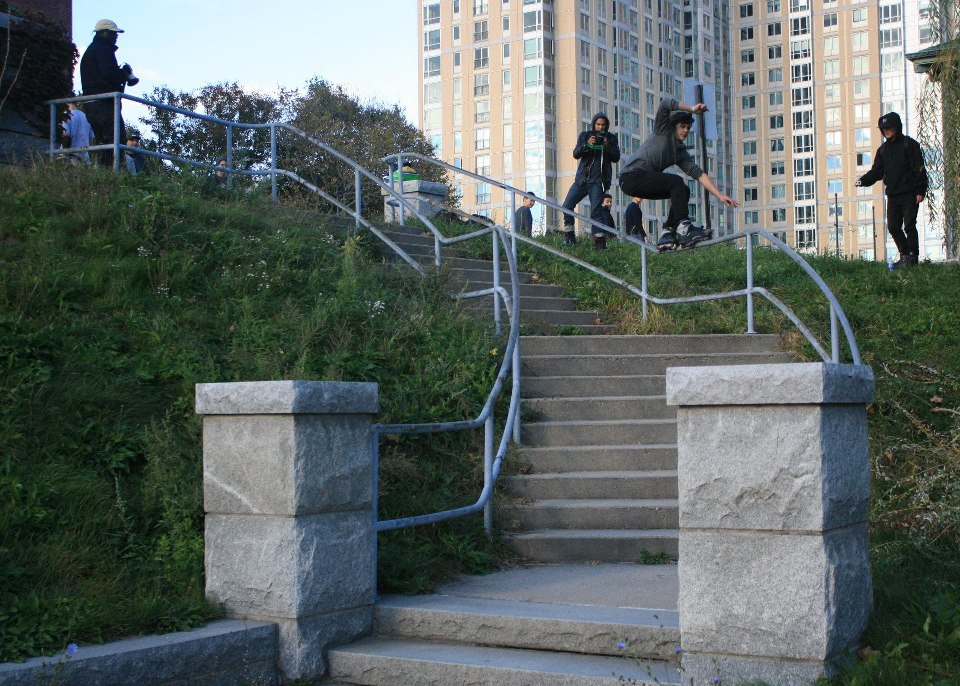
Roller agressif sur une rampe d'escalier à Cambridge (Massachusetts), novembre 2012.

Le roller agressif est constitué de ce que l'on appelle couramment :
- le street : il s'agit d'enchaîner un ensemble de figures aériennes et glissées sur une structure appelée skatepark (ensemble de modules de skatepark de type plans inclinés, courbes, curbs, rails, walls, ledge, pyramide, langue, quarter-pipe, fun box , …) ;
- la rampe (ou half pipe en anglais) : sorte de grand U qui s'appelle notamment une « méga ».

C'est une discipline où l'on se sert, au contraire de la randonnée, de rollers à petites roues (les 2 roues situées au centre s'appelle « Anti-rockers ») afin que la platine soit le plus près possible du sol. Les slides ou grinds sont une pratique qui consiste à glisser sur une barre en métal (comme le coping d'un bowl ou bien d'un quarter-pipe ou encore sur une rampe d'escalier). Le grind peut être effectué sur le coin d'un mur en béton ou en ciment, il suffit d'y appliquer une couche de cire (paraffine si possible). Le slide peut s'effectuer de nombreuses manières, la personne peut par exemple faire glisser le roller sur une pièce située entre les deux roues centrales (H-Block) ou sur le bord extérieur de la chaussure appelé le soul ou le negative pour la partie intérieure. Les meilleurs patineurs arriveront à tordre leurs genoux et glisser sur la platine, il s'agira alors d'un top. Lors d'un slide, chaque pied peut prendre une position, ce qui entraîne de nombreuses combinaisons qui vont du simple soul grind au unity avec les jambes croisées.
Noms de grind : Soul, Mizu, Pornstar, Acid, Sunnyday, makio,
Généralement, une maitrise avancée du grind requiert le matériel suivant :
- des roues d'un diamètre compris entre 54 mm et 60 mm, composées de polyuréthane.
- les deux roues du milieu sont absentes ou remplacées par des anti-rockers qui permettent un slide homogène.
- la chaussure est suffisamment souple pour pouvoir fléchir aisément les membres inférieurs, notamment la cheville.

Les deux principales disciplines de roller agressif sont : 
- la rampe (ou half-pipe): le but est de faire des figures de saut retours dans un grand demi-cylindre en U et des slides sur le bord du module qui est constitué d'une barre métallique (le coping). Le bowl est un dérivé du half-pipe qui ressemble à une piscine. La rampe est très médiatisée par rapport au street alors qu'elle est sous-représentée dans la pratique. Aucun magazine de roller agressif de rampe n'existe.
- le street : en loisir, il peut se dérouler en skate park ou dans la rue comme le nom l'indique, il s'agit de trouver des obstacles et d'essayer des figures dessus. Les obstacles urbains les plus communs sont les rampes d'escaliers. Les meilleurs athlètes, effectueront des combinaisons en réalisant les slides. En compétition, le street se pratique en skate park, avec port de protections.